# 최용득
최용득(崔容得, 1947년 4월 20일~2023년 12월 5일)은 대한민국의 정치인이다. 제41·45대 전라북도 장수군수를 지냈다.

## 경력
- 1991. 4.~1995. 6. 제1대 장수군의회 의원(관선)
  - 제1대 장수군의회 의장
- 제1대 전라북도 기초의회의장단 부의장
- 1998. 7.~2002. 6. 제3대 장수군의회 의원(민선)
  - 제3대 장수군의회 의장
- 제3대 전라북도 기초의회의장단 부의장
- 2002. 7.~2002. 11. 제41대(민선 3기) 전라북도 장수군수(새천년민주당)
- 천천 농업협동조합장
- 민주평화통일자문회의 자문위원
- 법무부 갱생보호 장수군지부장
- 장수사과영농조합 감사
- 2014. 7.~2018. 6. 제45대(민선 6기) 전라북도 장수군수(더불어민주당)

## 역대 선거 결과
|  | 56.0% |

|  | 49.97% |

|  | 59.79% |

|  | 40.42% |

|  | 33.19% |

|  | 45.13% |

|  | 41.90% |

| 전임 김상두 | 제41대 전라북도 장수군수(민선) 2002년 7월 1일~2002년 11월 21일 | 후임 (재보궐)장재영 |

| 전임 장재영 | 제45대 전라북도 장수군수(민선) 2014년 7월 1일~2018년 6월 30일 | 후임 장영수 |